# Петрове (Знам'янська міська громада)
Петро́ве — село в Україні, у Знам'янській міській громаді Кропивницького району Кіровоградської області. Населення становить 1631 особу.

## Географія
Село розташоване на південь від м. Знам'янка. Територією села протікає річка Балка Орлова, ліва притока Бешки.

## Історія
Станом на 1886 рік у селі, центрі Петрівської волості Олександрійського повіту Херсонської губернії, мешкало 337 осіб, налічувалось 73 дворових господарства, існували 3 лавки та цегельний завод. За 4 версти — залізнична станція, буфет, 3 лавки, постоялий двір.

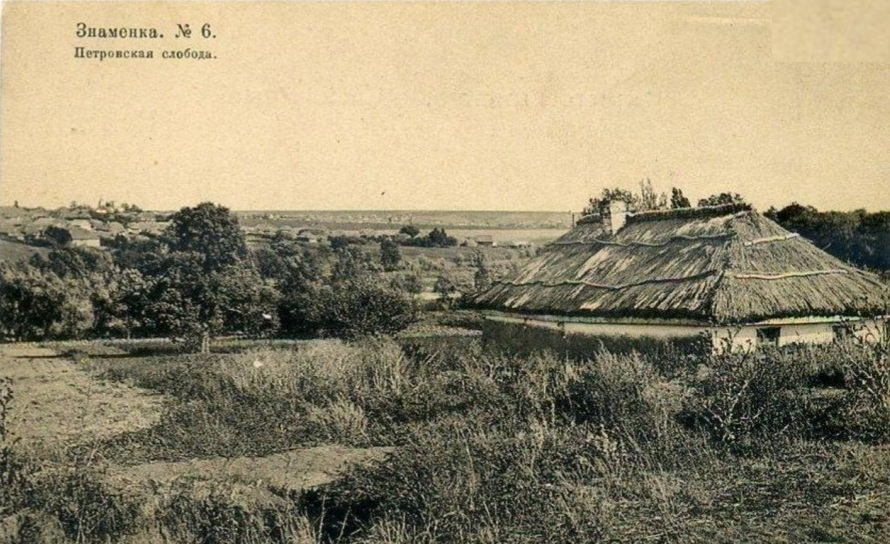
фото 1907-1910 років

У 1958 році до Петрового приєднали сусіднє село Орлова Балка.
Під час Голодомору 1932-1933 років загинуло як мінімум 7 жителів села .
Основним роботодавцем протягом 1930х-1980х років був місцевий колгосп "Шлях до комунізму" перша бригада якого була у селах Новоолександрівка та Скляревське (перейменоване на Молодецьке і включене до складу Петрового), друга бригада у Петровій, а третя у с. Станишина (переймановане на Сокільники) Знам'янського району. Також місцеві жителі з 1977 працювали на знам'янському радіозаводі "Акустика", з 1992 року закритий через неактуальність і застарілість технологій. А станом на 2021 будівля була майже знесена: від колишнього залишилась лише труба і кілька стін  .

## Населення
Згідно з переписом УРСР 1989 року чисельність наявного населення села становила 1593 особи, з яких 732 чоловіки та 861 жінка.
За переписом населення України 2001 року в селі мешкала 1621 особа.

### Мова
Розподіл населення за рідною мовою за даними перепису 2001 року:
| Мова       | Кількість | Відсоток |
| ---------- | --------- | -------- |
| українська | 1525      | 93.50%   |
| російська  | 104       | 6.38%    |
| білоруська | 2         | 0.12%    |
| Усього     | 1631      | 100%     |

## Галерея

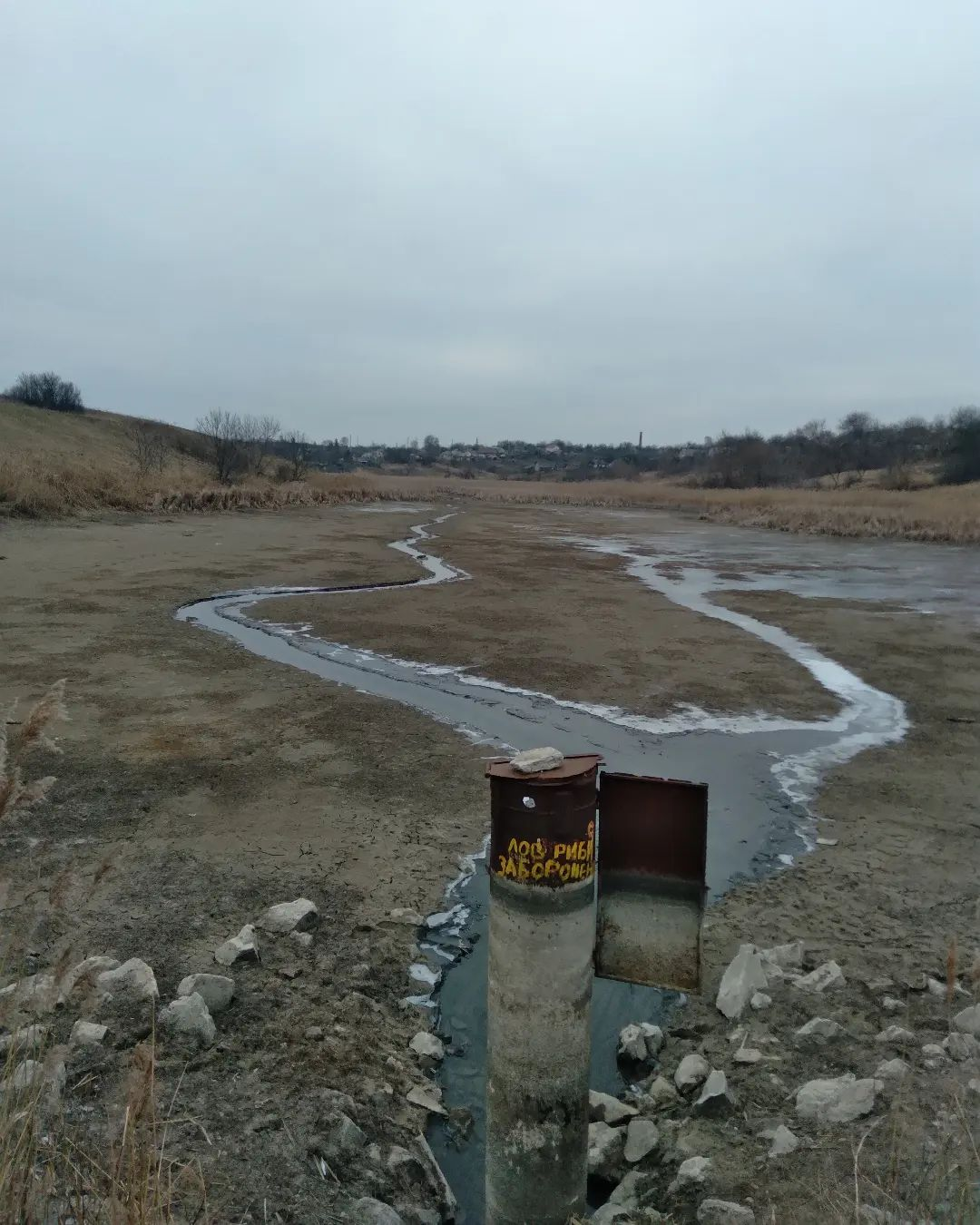
Спущений ставок у селі Петрове, такий розмір мала річка до встановлення дамб у 70-х роках 20 століття
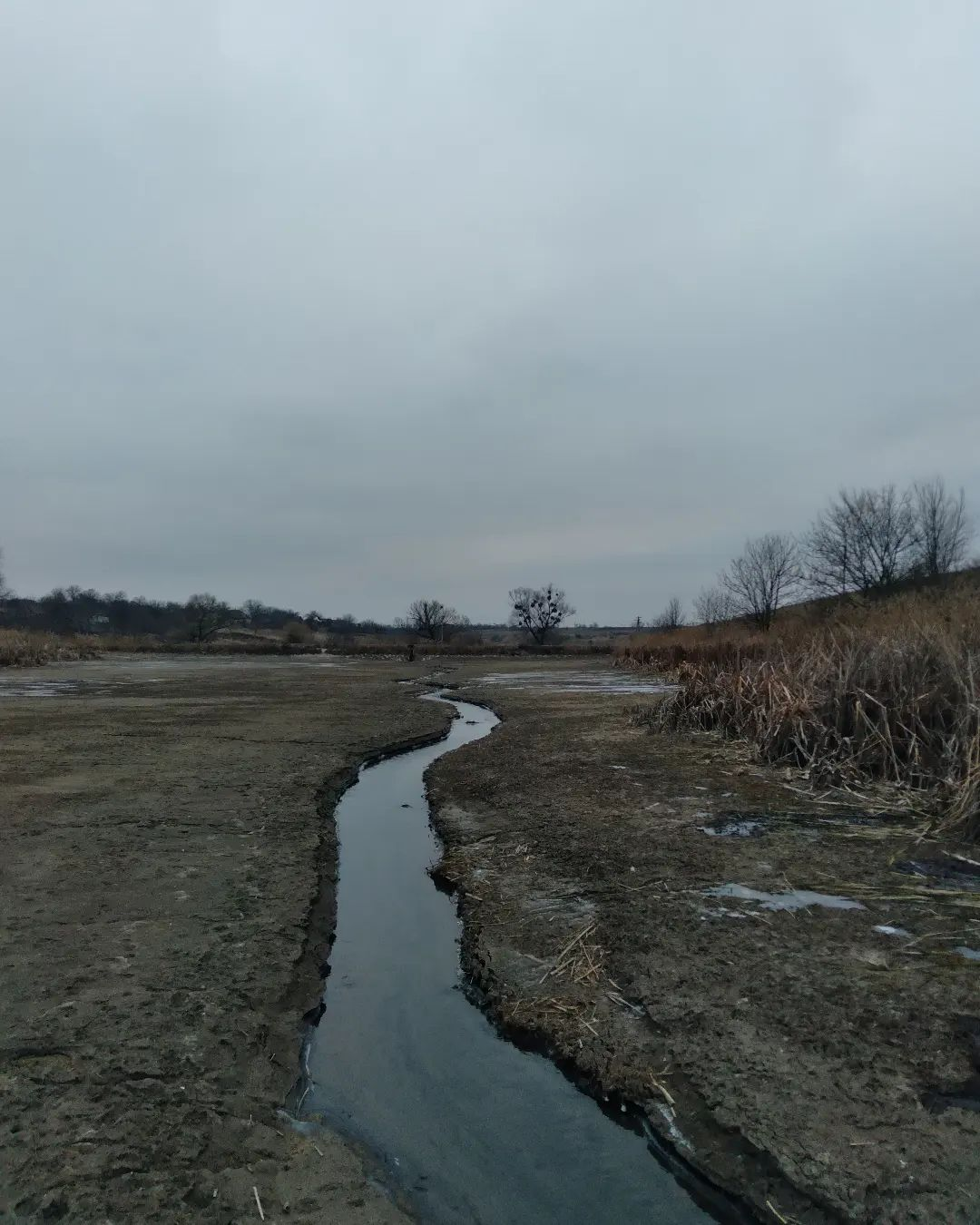
Спущений ставок у селі Петрове, такий розмір мала річка до встановлення дамб у 1970-х роках
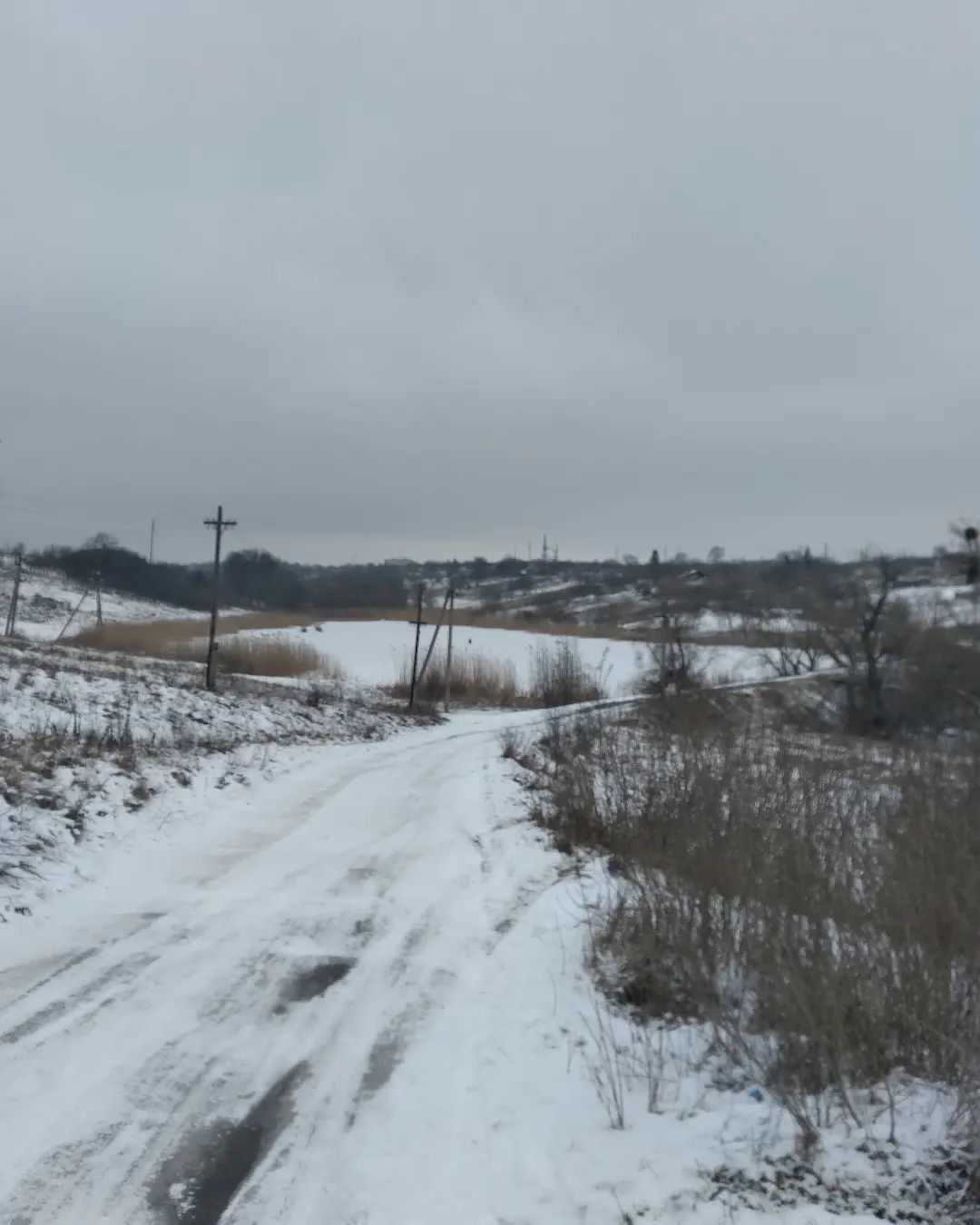
Один зі ставків у селі Петрове взимку
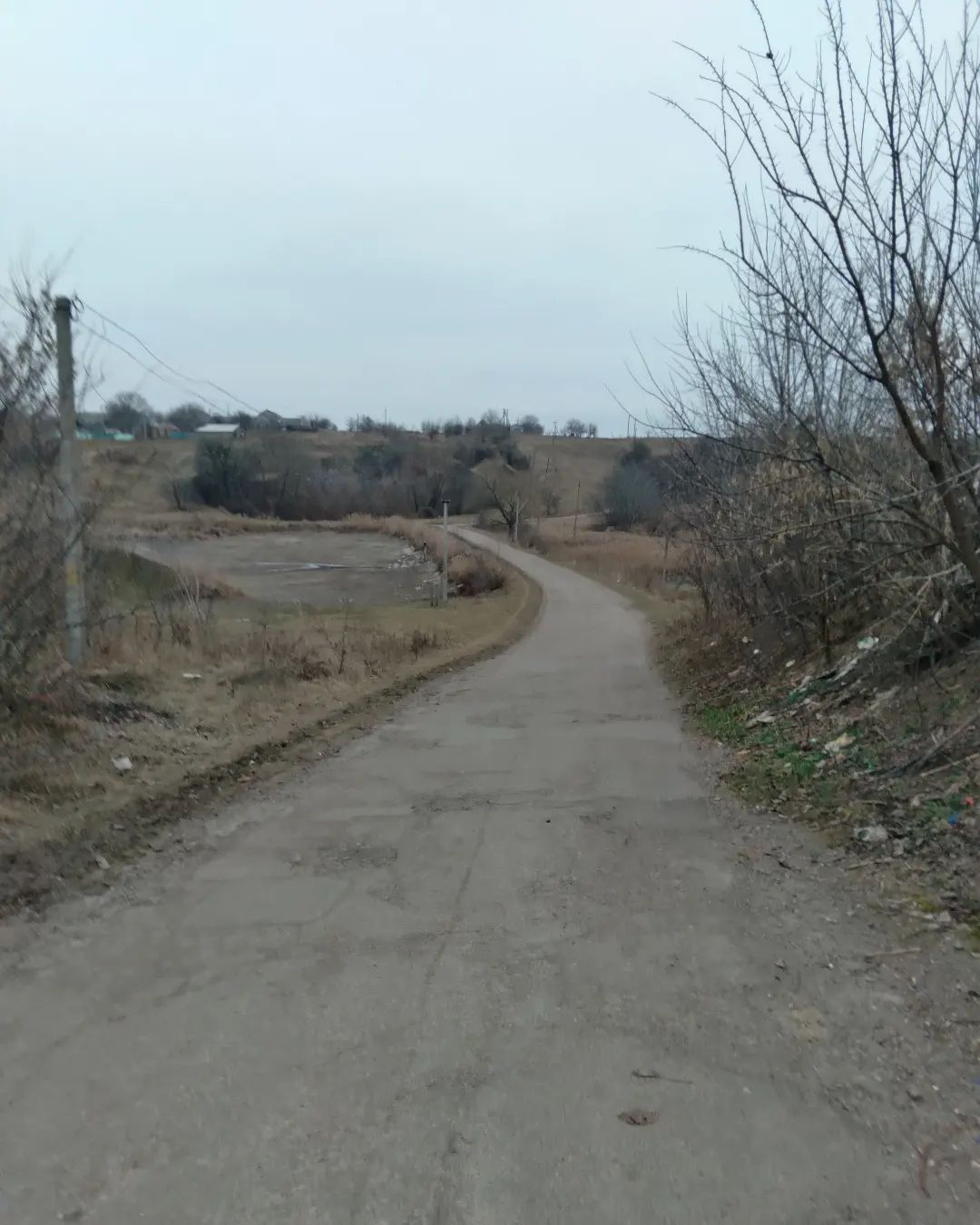
Спущений ставок у селі
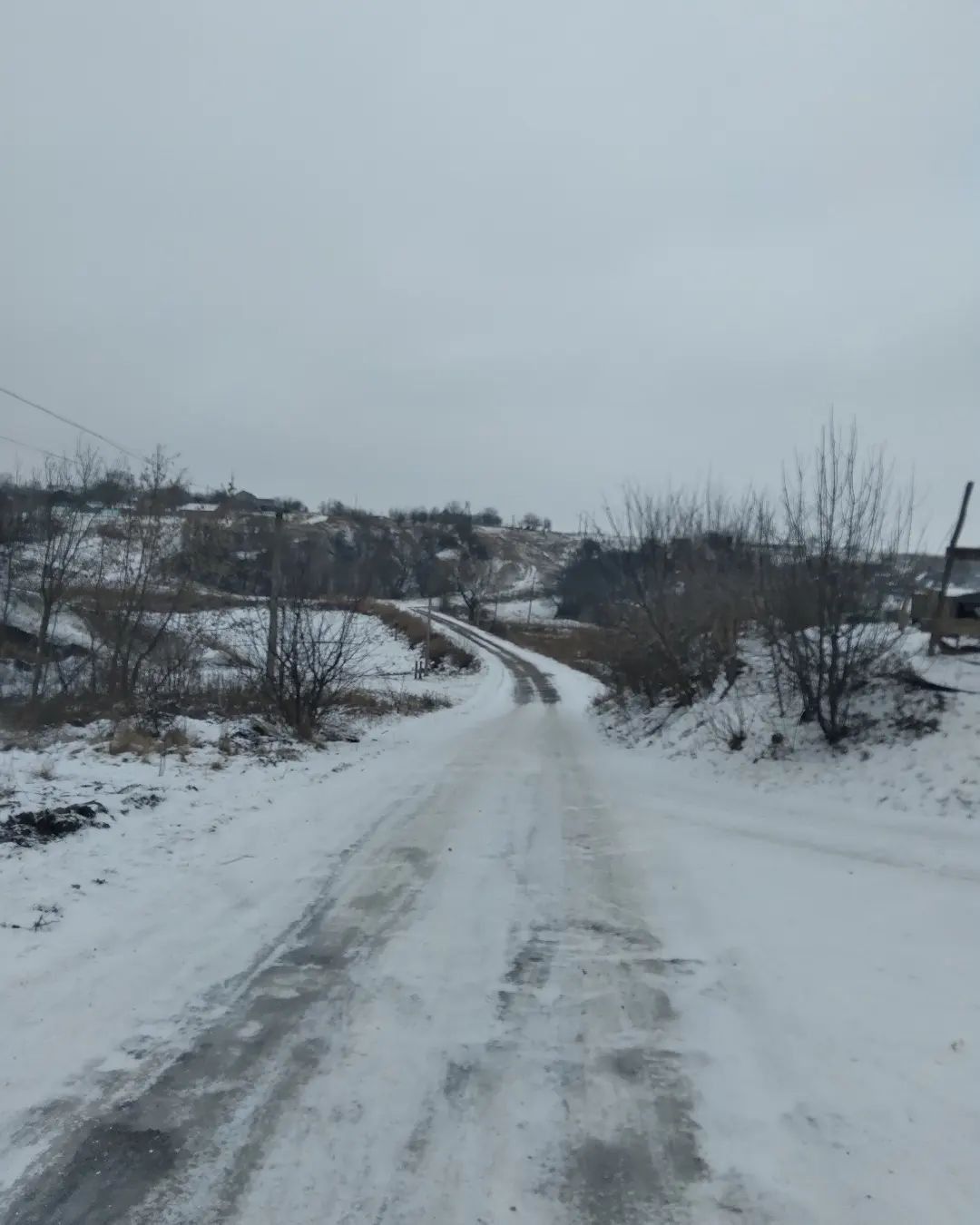
Вигляд на другий ставок у селі взимку
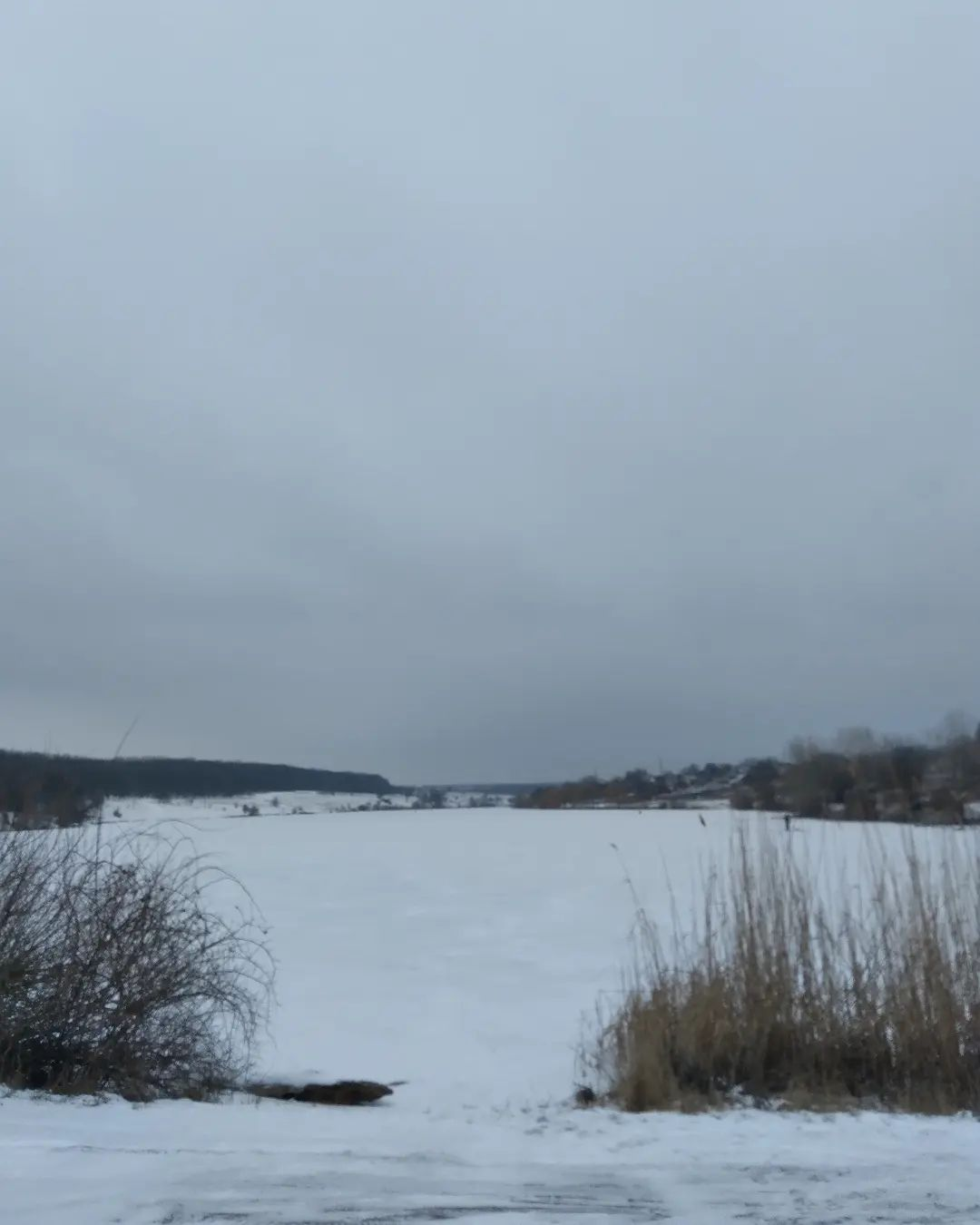
Ставок Петровський Перший (взимку)
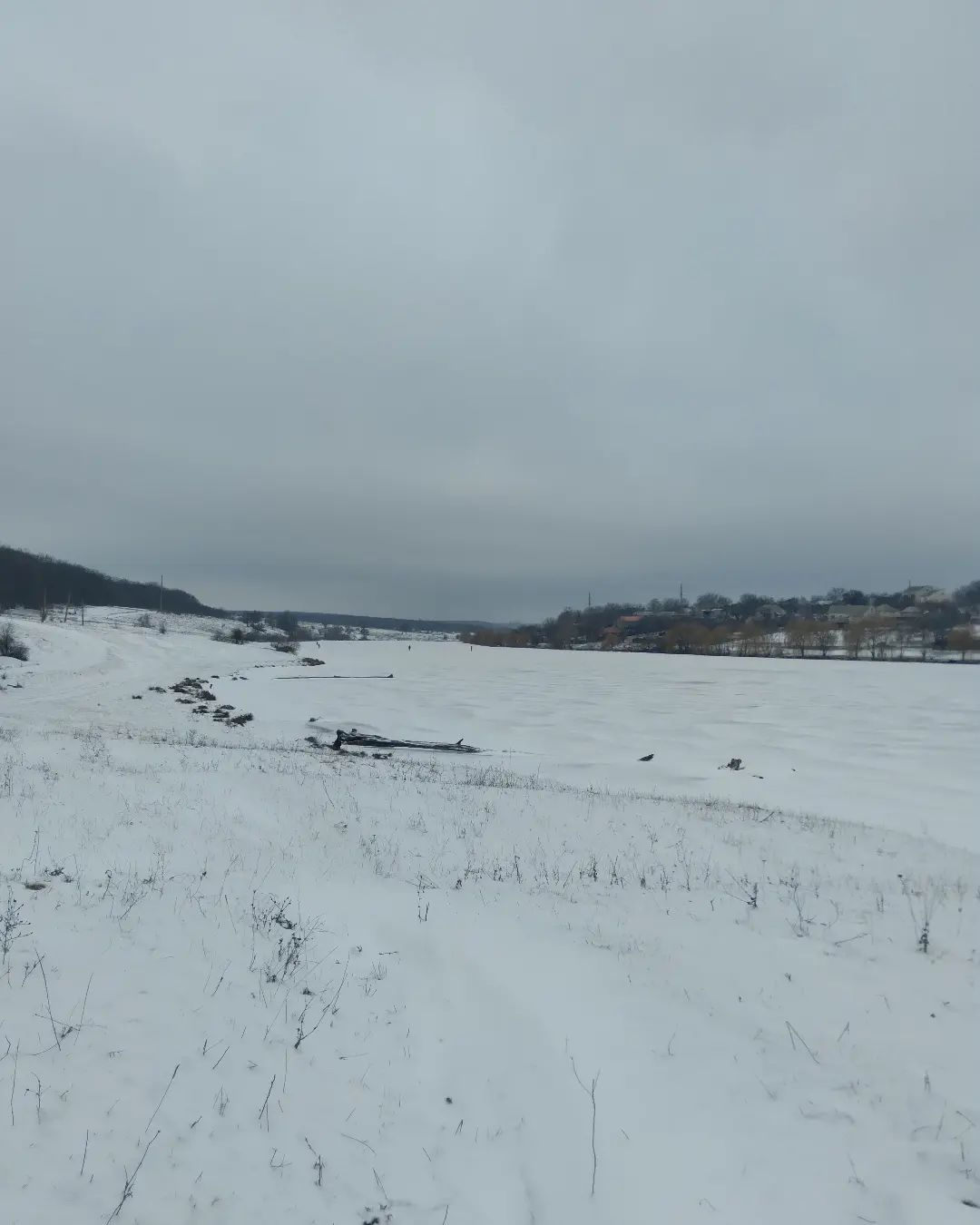
Вигляд на Ставок Петровський Перший (взимку)
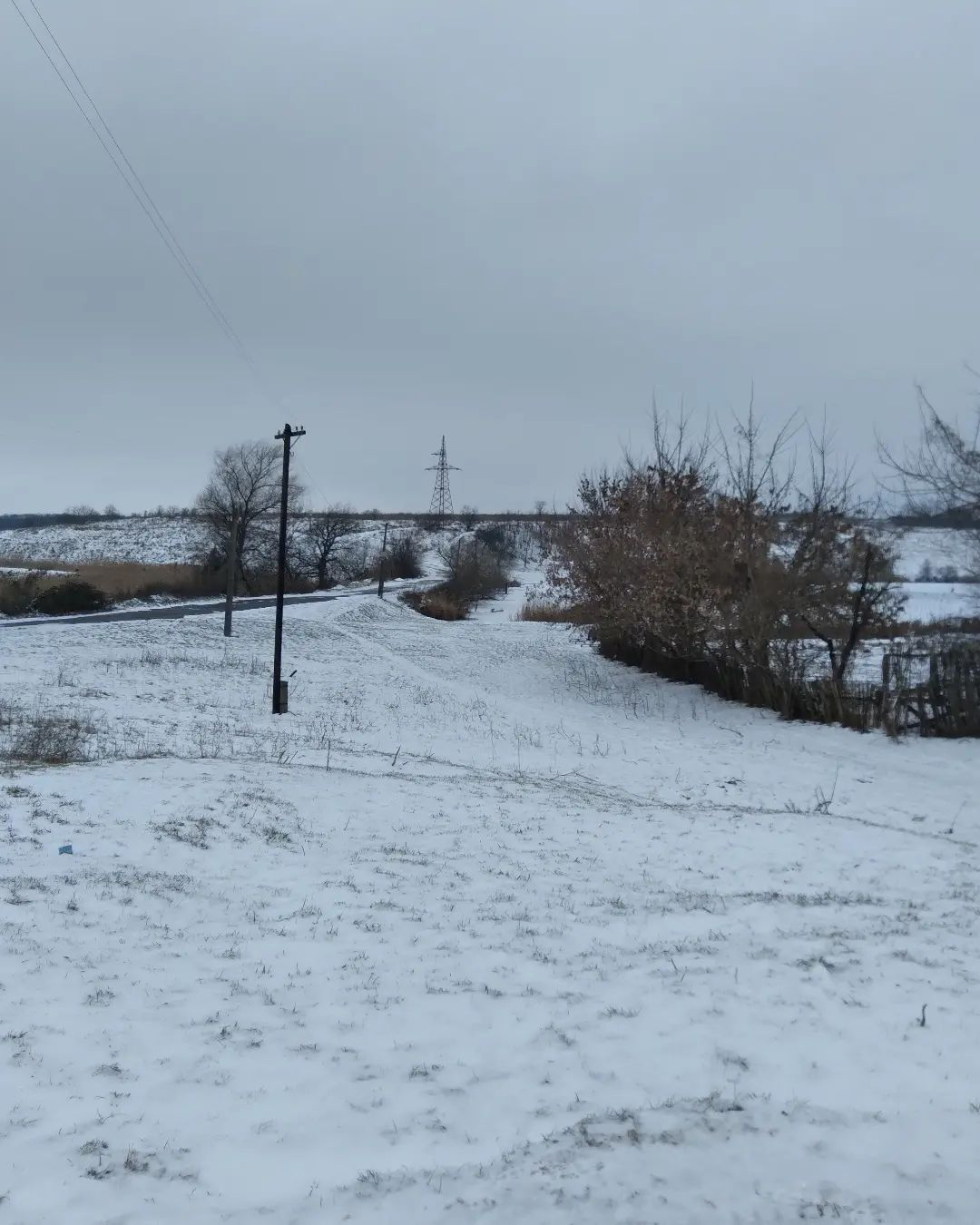
Вигляд на один зі ставків у селі
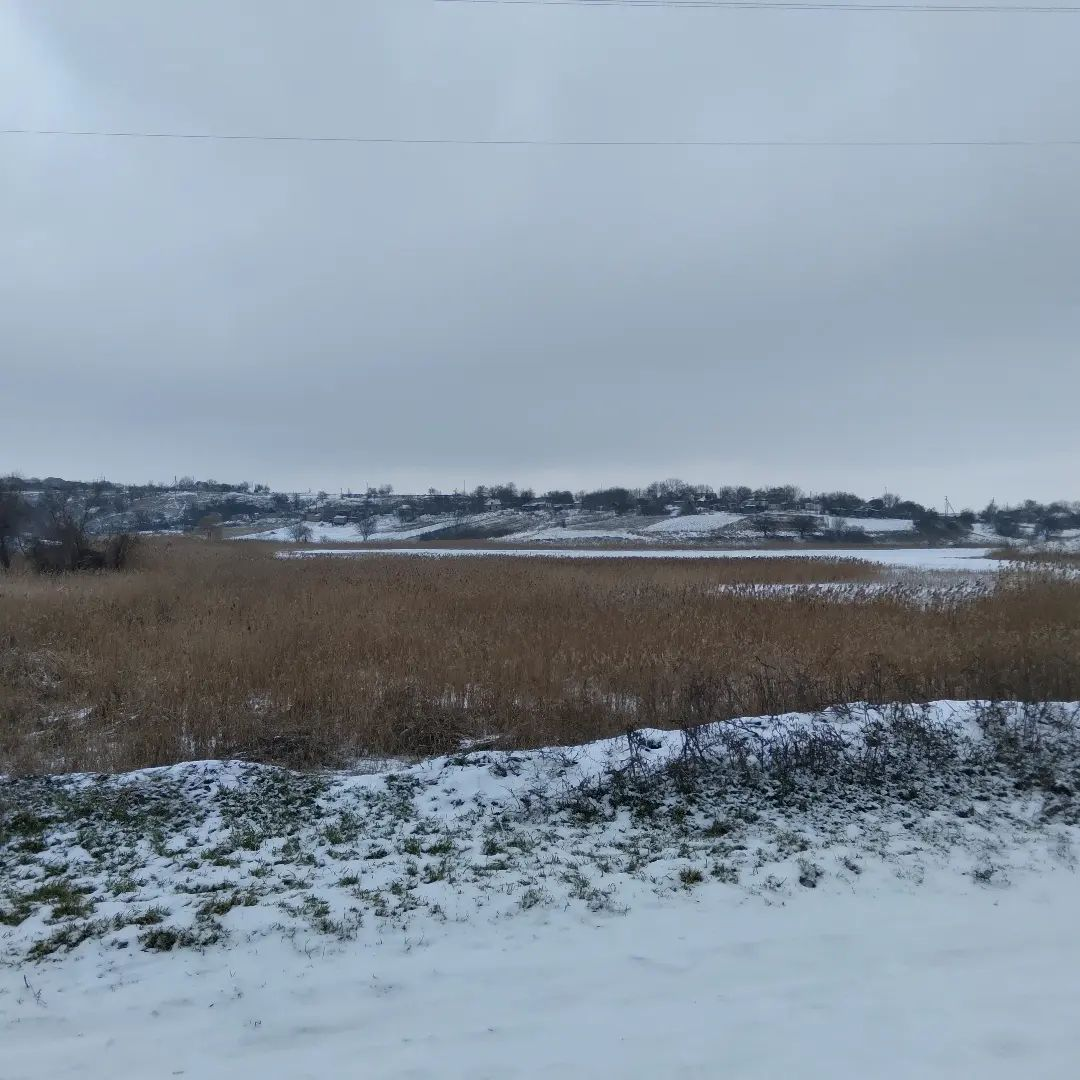
Вигляд на південну околицю села (взимку)
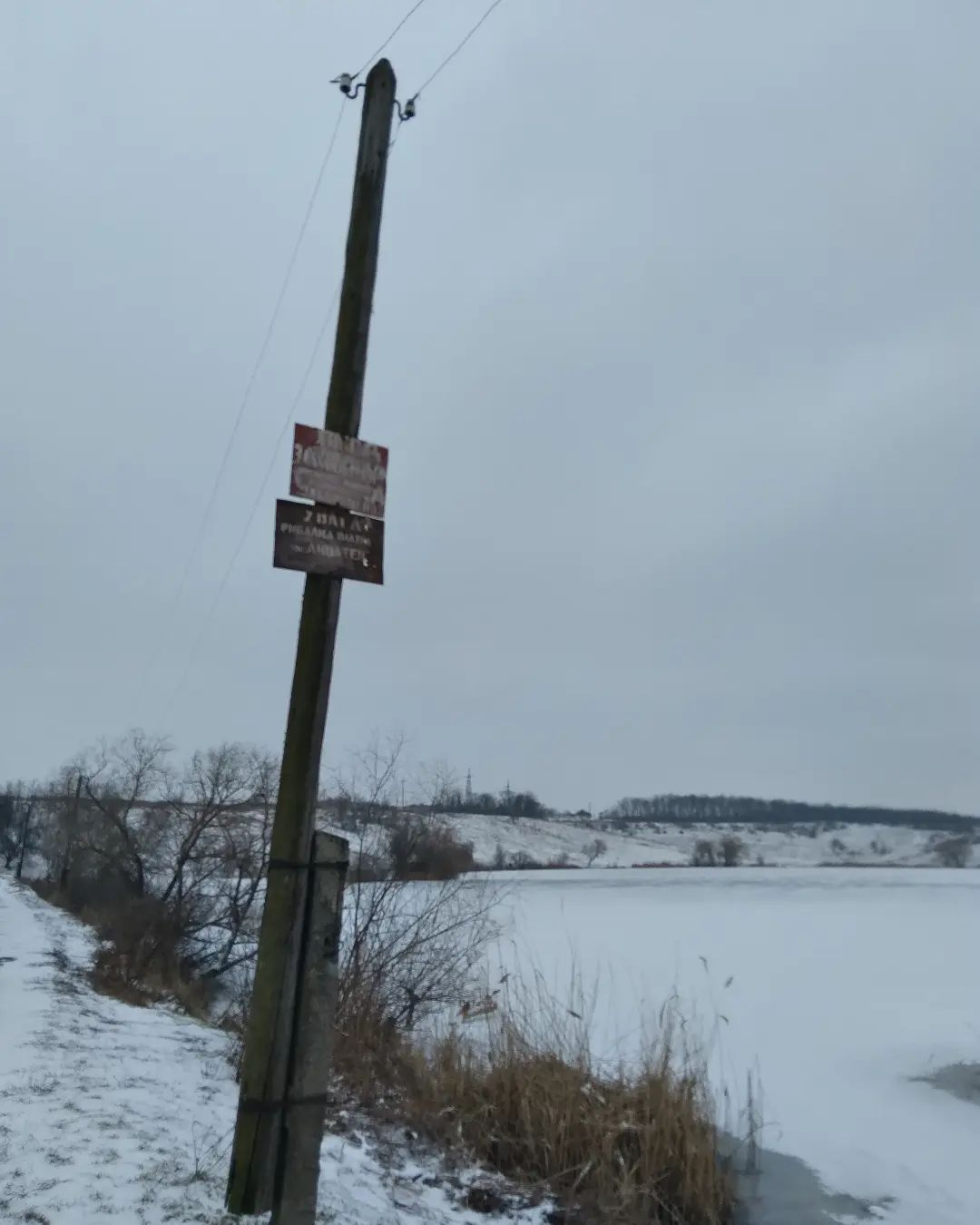
Один зі ставків у селі (взимку)
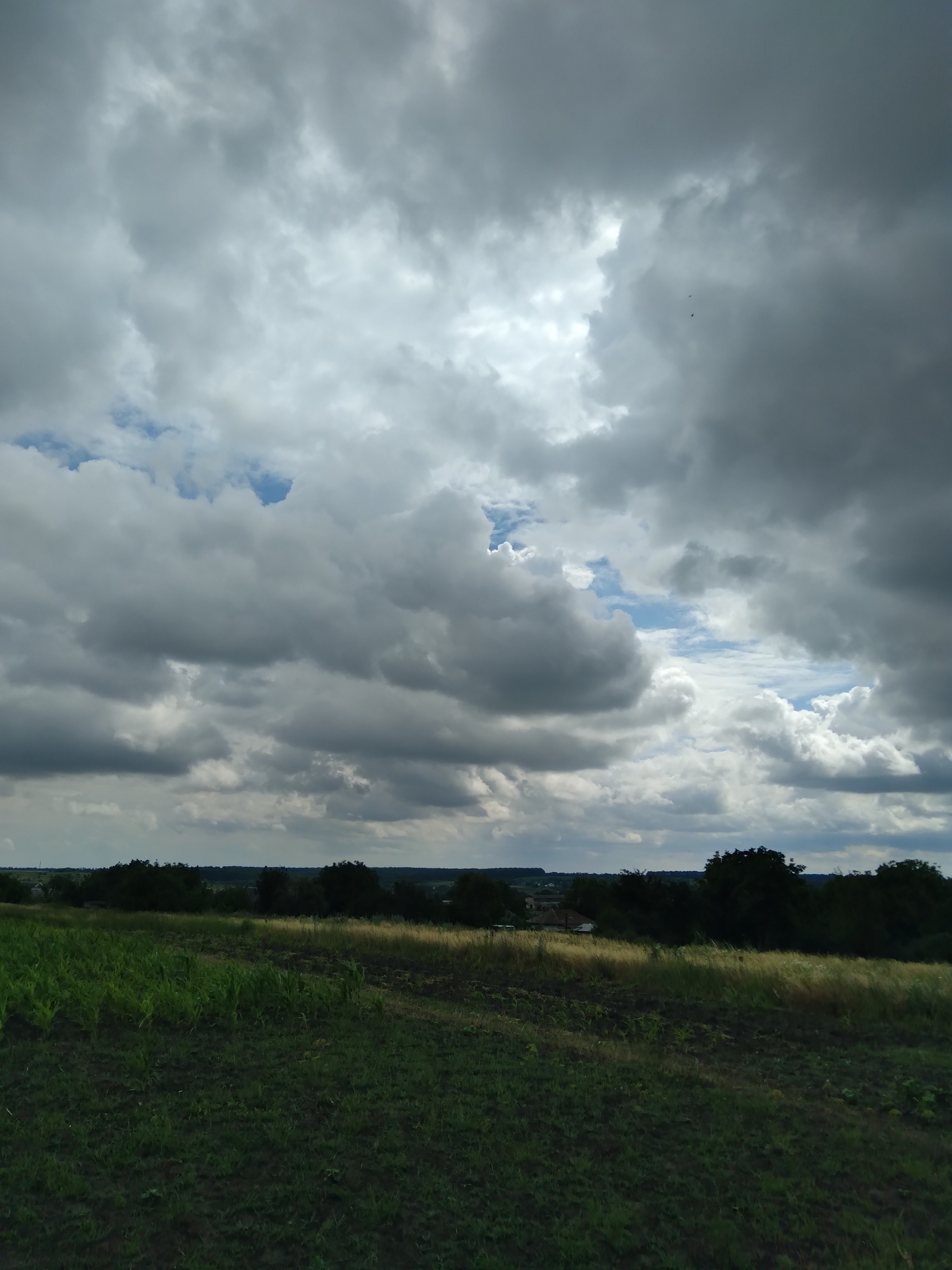
Вигляд на село (влітку)
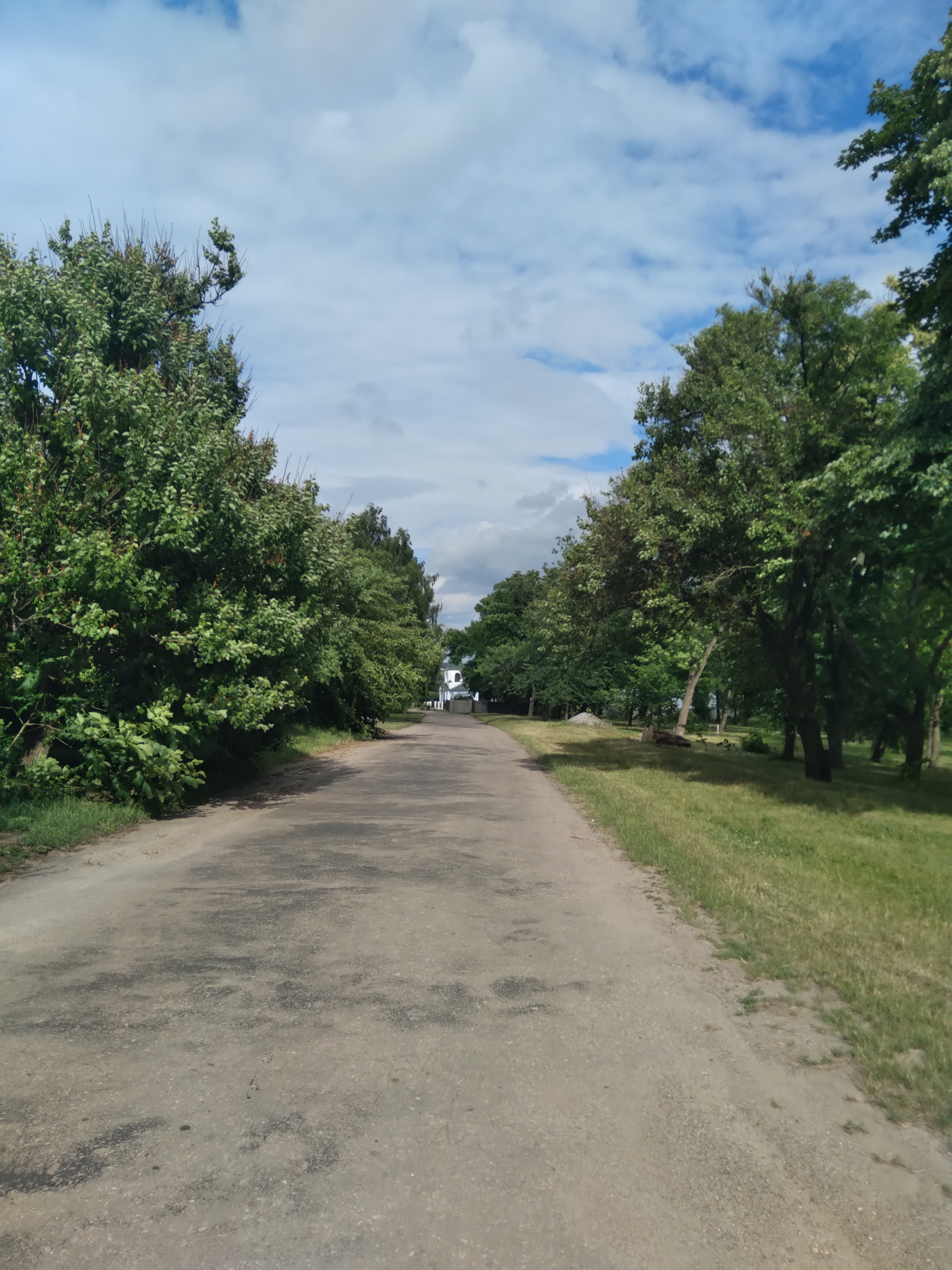
Центральна вулиця у селі
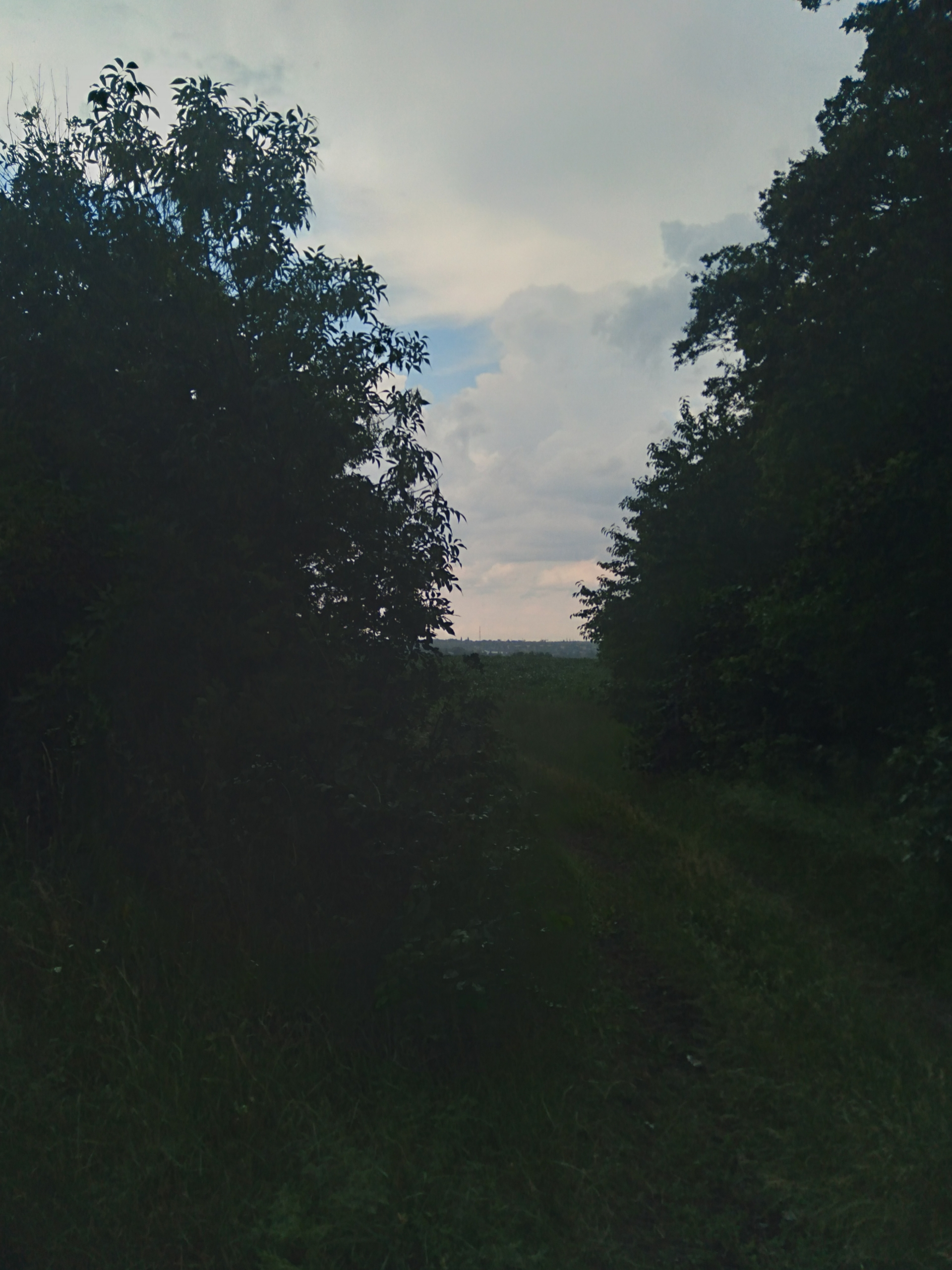
посадка
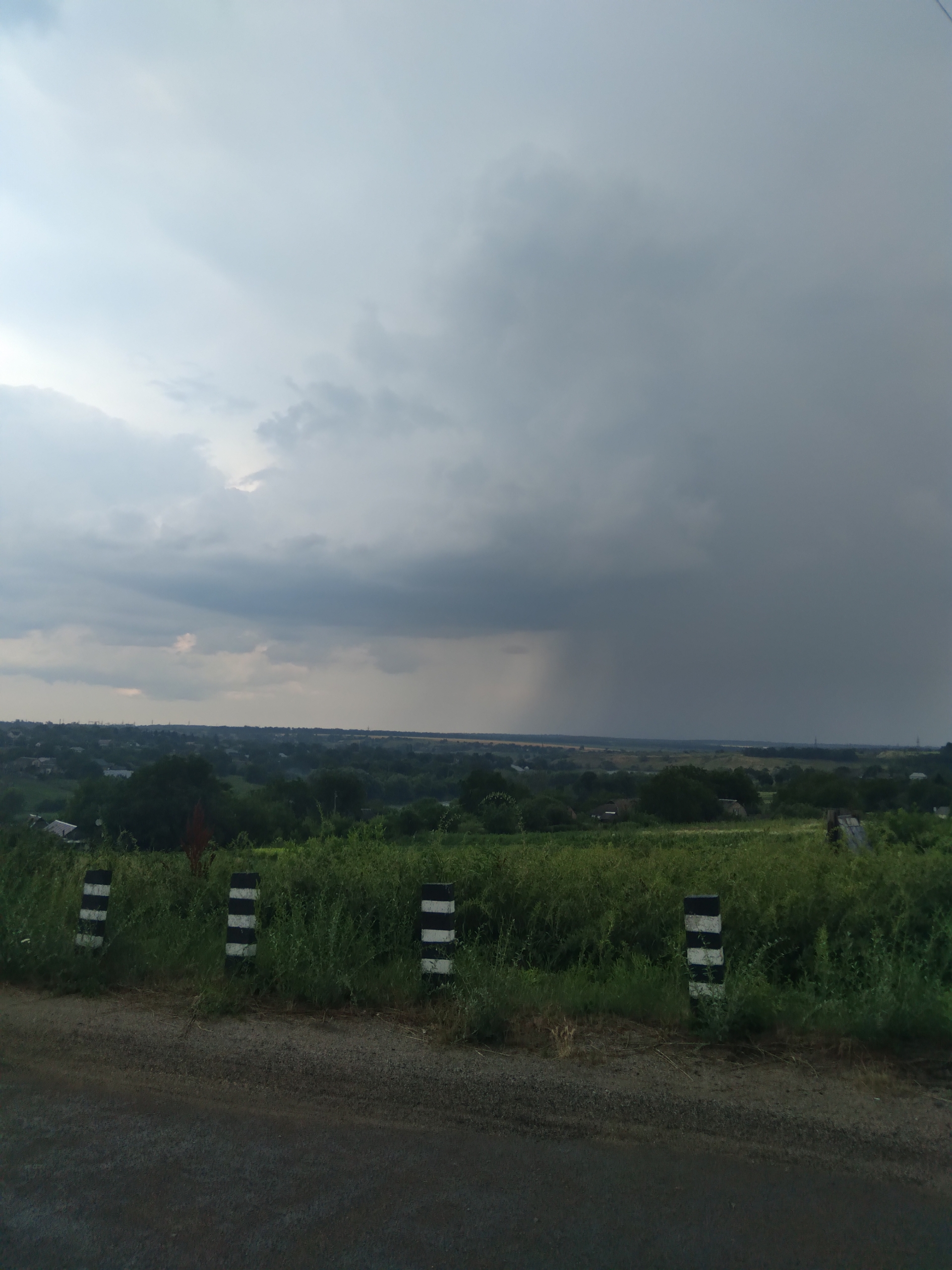
пагорби
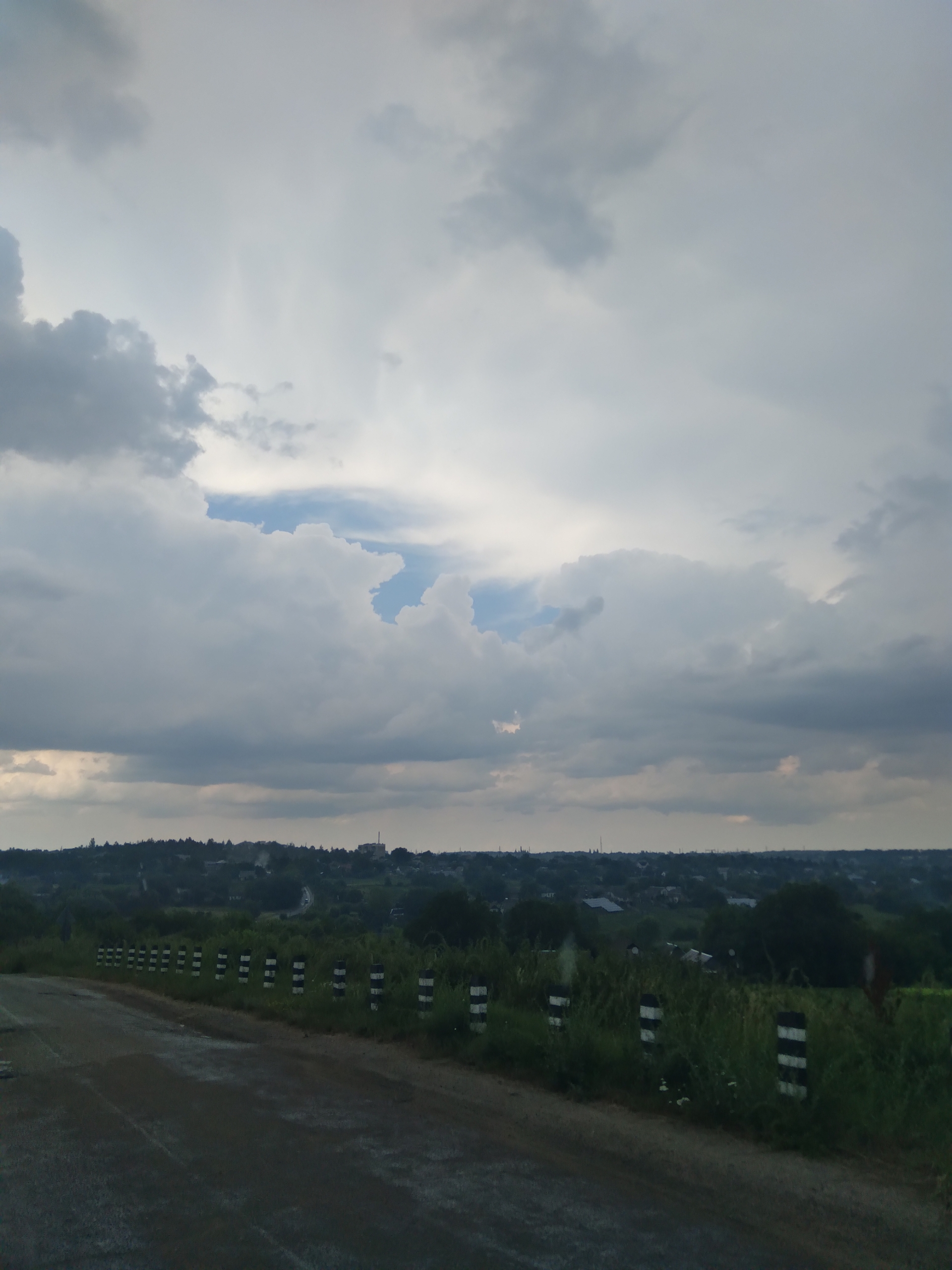
вигляд на село з півдня
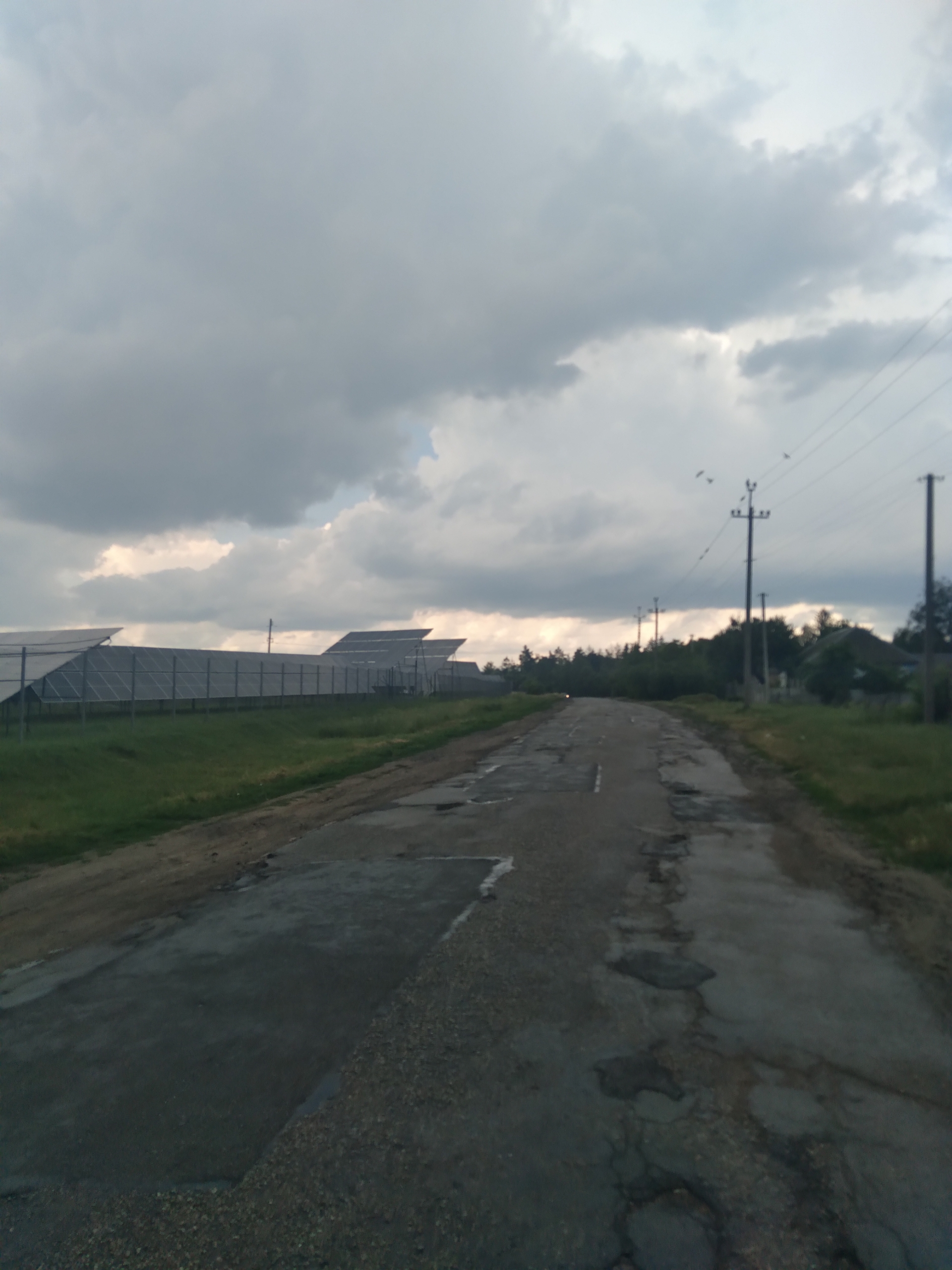
сонячні батареї
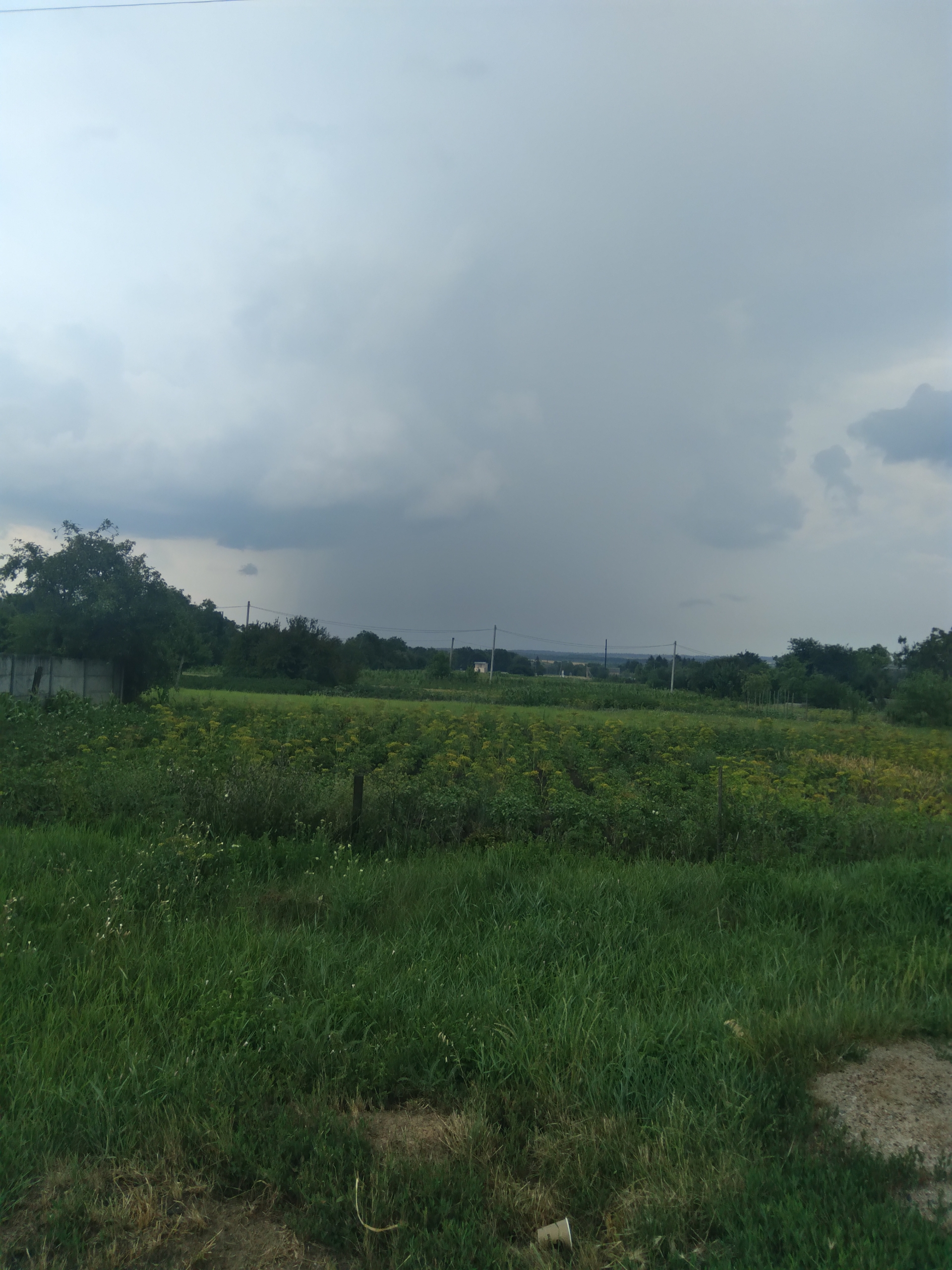
сільський пейзаж